# Chenggong
Chenggong è una delle due città urbane della Contea di Taitung, a Taiwan. La città costiera, affacciata sull'Oceano Pacifico, fu fondata come porto durante l'occupazione giapponese di Taiwan. L'attuale porto per la pesca si trova ad ovest del centro cittadino.